# The Essential Leonard Cohen
The Essential Leonard Cohen és un disc recopilatori dels millors temes del cantautor canadenc Leonard Cohen inserit dins la col·lecció The Essential i que va ser editat el 2002.

## Llista de temes
- Disc 1

1. Suzanne 3.47
2. The Stranger Song 4.59
3. Sisters of Mercy 3.33
4. Hey, That's No Way To Say Goodbye 2.54
5. So Long, Marianne 5.37
6. Bird on the Wire 3.25
7. The Partisan 3.25
8. Famous Blue Raincoat 5.07
9. Chelsea Hotel #2 3.05
10. Take This Longing 4.05
11. Who By Fire
12. The Guests 6.39
13. Hallelujah 4.39
14. If It Be Your Will 3.42
15. Night Comes On 4.39
16. I'm Your Man 4.26
17. Everybody Knows 5.34
18. Tower Of Song 5.37

- Disc 2

1. Ain't No Cure For Love 4.49
2. Take This Waltz 5.58
3. First We Take Manhattan 5.50
4. Dance Me to The End Of Love (Live) 6.04
5. The Future 6.41
6. Democracy 7.13
7. Waiting For The Miracle 7.42
8. Closing Time 5.58
9. Anthem 6.06
10. In My Secret Life 4.53
11. Alexandra Leaving 5.22
12. A Thousand Kisses Deep 6.26
13. Love Itself 5.22